# Noiron
Noiron ist eine Gemeinde im französischen Département Haute-Saône in der Region Bourgogne-Franche-Comté.

## Geographie
Noiron liegt auf einer Höhe von 205 m über dem Meeresspiegel, sieben Kilometer südsüdöstlich von Gray und etwa 35 Kilometer westnordwestlich der Stadt Besançon (Luftlinie). Das Dorf erstreckt sich im Südwesten des Départements, am Rand der Ebene von Gray in der Talniederung der Tenise am Südrand der Forêt des Hauts Bois.
Die Fläche des 5,58 km² großen Gemeindegebiets umfasst einen Abschnitt der leicht gewellten Landschaft zwischen den Talebenen von Saône im Norden und Ognon im Süden. Von Osten nach Westen wird das Gebiet von der Talniederung der Tenise durchquert, welche für die Entwässerung zur Saône sorgt und eine Breite von maximal einem Kilometer aufweist. Sie wird landwirtschaftlich genutzt. Flankiert wird das Tal auf beiden Seiten von einem Plateau, das durchschnittlich auf 230 m liegt. Es wird durch die Tälchen verschiedener kurzer Seitenbäche der Tenise untergliedert. Das Plateau ist aus Sedimenten des Tertiärs und der oberen Jurazeit aufgebaut und ist überwiegend von Wald bestanden. Im Süden reicht der Gemeindeboden in den Bois de la Coupotte und im Osten in den Bois de la Fiolle, in dem mit 244 m die höchste Erhebung von Noiron erreicht wird. Nördlich des Ortes dehnt sich die Waldung der Forêt des Hauts Bois (Gemeindewald von Gray) aus.
Nachbargemeinden von Noiron sind Gray im Norden, Cresancey und Champtonnay im Osten, Arsans und Lieucourt im Süden sowie Le Tremblois und Champvans im Westen.

## Geschichte
Erstmals urkundlich erwähnt wird Noiron im Jahr 1150, als Nardouin de Noiron die Gerichtsbarkeit über das Dorf dem Kloster Corneux überließ. Im Mittelalter gehörte Noiron zur Freigrafschaft Burgund und darin zum Gebiet des Bailliage d’Amont. Zusammen mit der Franche-Comté gelangte Noiron mit dem Frieden von Nimwegen 1678 definitiv an Frankreich.

## Sehenswürdigkeiten

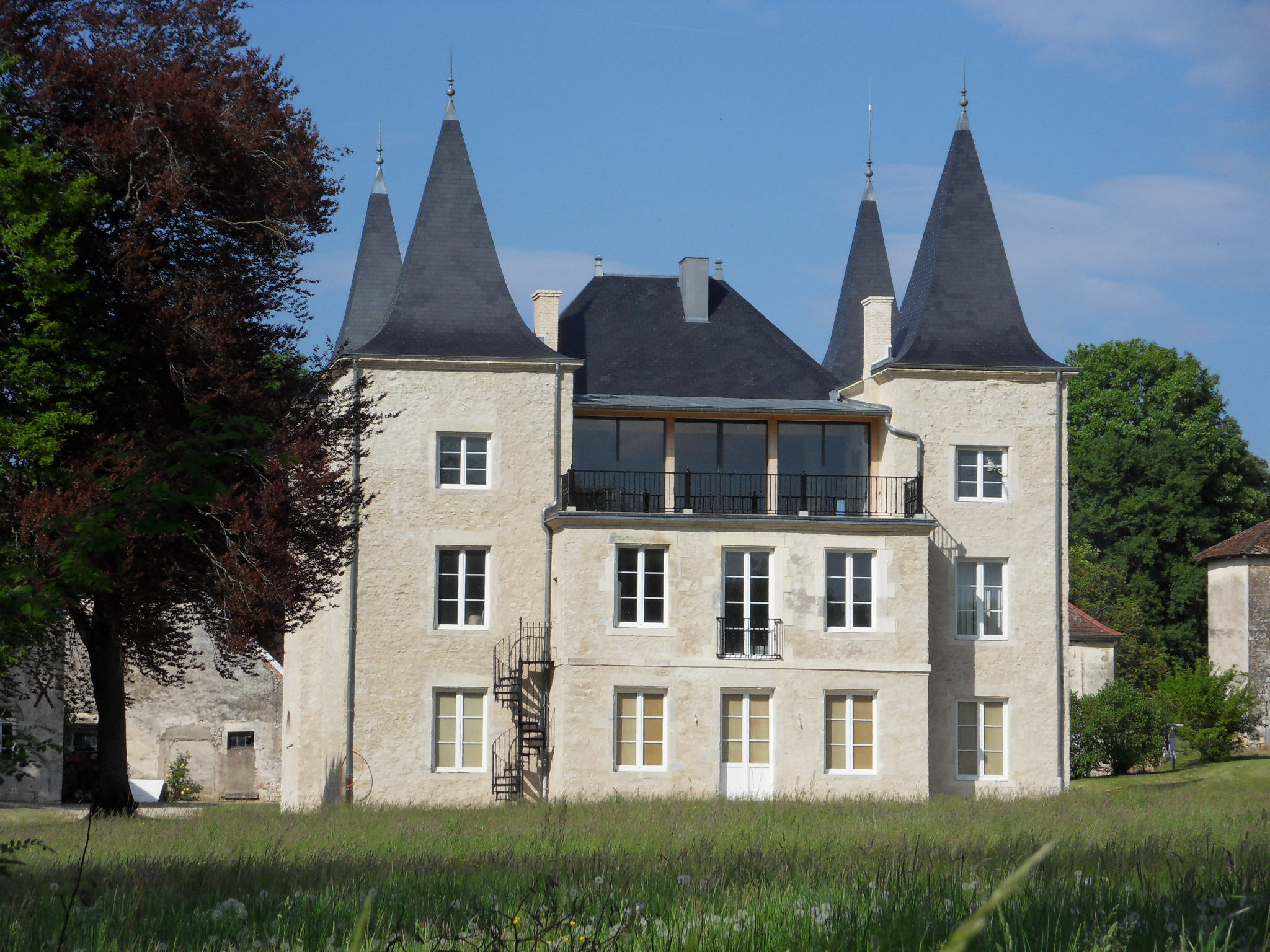
Schloss

Die Dorfkirche von Noiron wurde im 18. Jahrhundert erbaut. Zu den weiteren Sehenswürdigkeiten zählen das Schloss, das aus dem 18. Jahrhundert stammt, und das Lavoir aus dem 19. Jahrhundert, ehemaliges Waschhaus und Viehtränke, dessen Dach von drei Säulen gestützt wird.

## Bevölkerung
| Jahr                       | 1962 | 1968 | 1975 | 1982 | 1990 | 1999 |
| Einwohner                  | 53   | 55   | 57   | 65   | 65   | 50   |
| Quellen: Cassini und INSEE |      |      |      |      |      |      |

Mit 58 Einwohnern (1. Januar 2022) gehört Noiron zu den kleinsten Gemeinden des Département Haute-Saône. Nachdem die Einwohnerzahl in der ersten Hälfte des 20. Jahrhunderts abgenommen hatte (1886 wurden noch 134 Personen gezählt), wurden seit Beginn der 1960er Jahre nur noch geringe Schwankungen verzeichnet.

## Wirtschaft und Infrastruktur
Noiron war bis weit ins 20. Jahrhundert hinein ein vorwiegend durch die Landwirtschaft (Ackerbau, Obstbau und Viehzucht) und die Forstwirtschaft geprägtes Dorf. Außerhalb des primären Sektors gibt es nur wenige Arbeitsplätze im Dorf. Einige Erwerbstätige sind auch Wegpendler, die in den größeren Ortschaften der Umgebung und in der Agglomeration Besançon ihrer Arbeit nachgehen.
Die Ortschaft liegt abseits der größeren Durchgangsachsen an einer Departementsstraße, die von Gray nach Valay führt. Weitere Straßenverbindungen bestehen mit Champvans und Cresancey.